# Keith Haward
Keith G. Haward „The Hurricane” (ur. 28 czerwca 1951) – brytyjski zapaśnik walczący w stylu wolnym. Olimpijczyk z Montrealu 1976, gdzie odpadł w eliminacjach w kategorii 74 kg. Brązowy medalista igrzysk Wspólnoty Narodów w 1978 roku, gdzie reprezentował Anglię.
Czterokrotny mistrz kraju w latach 1975-1978 (76 kg).
- Turniej w Montrealu 1976

Przegrał z  Marinem Pârcălabu z Rumunii i  Jarmo Övermarkiem z Finlandii.